# Gipskarstlandschaft Heimkehle
Koordinaten: 51° 29′ 48″ N, 10° 57′ 16″ O
Die Gipskarstlandschaft Heimkehle ist ein Naturschutzgebiet in der Gemeinde Südharz im Landkreis Mansfeld-Südharz in Sachsen-Anhalt.
Das Naturschutzgebiet mit dem Kennzeichen NSG 0160 ist rund 66 Hektar groß. Es ist Bestandteil des FFH-Gebietes „Alter Stolberg und Heimkehle im Südharz“. Nach Osten grenzt es größtenteils an das Landschaftsschutzgebiet „Harz und Vorländer“, nach Westen an das in Thüringen liegende Landschaftsschutzgebiet „Alter Stolberg“. Das Gebiet steht seit 1995 unter Schutz (Datum der Verordnung: 28. August 1995). Zuständige untere Naturschutzbehörde ist der Landkreis Mansfeld-Südharz.
Das aus zwei Teilflächen bestehende Naturschutzgebiet liegt östlich von Nordhausen an der Landesgrenze von Sachsen-Anhalt und Thüringen am Rand des Biosphärenreservats Karstlandschaft Südharz und des Naturparks Harz/Sachsen-Anhalt. Es stellt einen Bereich im Südharzer Zechsteingürtel mit einer Vielzahl bedeutsamer Karsterscheinungen an der Ostflanke des Alten Stolbergs und im Randbereich des Thyra-Durchbruchstales unter Schutz. Die Steilhänge an der Ostflanke des Alten Stolbergs sind hier überwiegend in nördliche und östliche Richtung exponiert. Im Gebiet sind Runsen, Erdfälle, Quelltöpfe, Dolinen und Ponore zu finden. Die Heimkehle, eine Gipshöhle im Reesberg, liegt am Rand des Naturschutzgebietes. Ein Teil der Aue der Thyra ist in das Naturschutzgebiet einbezogen. 21 Hektar des Naturschutzgebietes sind als Totalreservat der natürlichen Entwicklung überlassen.
Im Naturschutzgebiet stocken naturnahe Waldbestände. Im Norden dominieren Seggen- und Hainsimsen-Rotbuchenwälder. Sie verfügen nur über eine gering ausgebildete Strauch- und Krautschicht. Auf den Mittel- und Oberhängen im mittleren Teil des Schutzgebietes stocken Waldlabkraut-Traubeneichen-Hainbuchenwälder mit Winterlinde, Feldahorn und Elsbeere. In der lückigen Krautschicht wachsen u. a. Leberblümchen, Märzenbecher, Haselwurz, Maiglöckchen, Waldlabkraut, Einblütiges Perlgras, Waldreitgras und Weißliche Hainsimse. In feuchten Runsen und Erdfalltrichtern stocken Eschen-Bergahorn-Schluchwälder. Hier sind z. B. Echtes Lungenkraut, Giersch und Gelber Eisenhut in der Krautschicht zu finden. Daneben sind im Naturschutzgebiet Fichten-, Lärchen- und Birkenbestände zu finden. Der Bereich der Thyra-Aue wird von Grünland geprägt, die angrenzende, 1994 wiedervernässte Talwiese „Am Knie“ in erster Linie durch Feuchtwiesen und Röhrichte.
Das Naturschutzgebiet ist Lebensraum für zahlreiche Vogelarten. So wurden hier über 80 Brutvogelarten nachgewiesen, darunter Mittelspecht in bewaldeten und Wendehals und Neuntöter in halboffenen Bereichen. Die Höhlen, insbesondere auch die Heimkehle als größtes bekanntes Fledermauswinterquartier des Harzes, haben für Fledermäuse als Winterquartier große Bedeutung, darunter Mopsfledermaus, Großes Mausohr, Bechsteinfledermaus sowie als Schwärmquartier für Nordfledermaus, Große und Kleine Bartfledermaus, Wasserfledermaus, Fransenfledermaus und Braunes Langohr, von denen viele Arten die Höhlen auch als Winterquartier nutzen.
Auch Baummarder, Haselmaus, Dachs und Wildkatze kommen im Naturschutzgebiet vor. Weiterhin sind verschiedene Amphibien, darunter Feuersalamander, Molche, Geburtshelfer- und Kreuzkröte sowie Reptilien, darunter Kreuzotter, Ringel- und Glattnatter, Blindschleiche und verschiedene Eidechsenarten im Naturschutzgebiet heimisch. Die Wiesen im Naturschutzgebiet beherbergen eine artenreiche Heuschrecken- sowie eine sehr artenreiche Nachtfalterfauna.
Am Rand des Naturschutzgebietes verläuft ein Teil des Karstwanderweges Südharz. An das Naturschutzgebiet schließen sich weitere bewaldete Bereiche, aber auch landwirtschaftliche Nutzflächen an.